# 臺中捷運
臺中都會區大眾捷運系統，簡稱臺中捷運、中捷，是臺中都會區的大眾捷運系統，為臺灣中部第一個大眾捷運系統，由臺中捷運公司營運。規劃中的最終路網範圍涵蓋臺中市、彰化縣、南投縣，將服務台灣第二大都會區，路線包括：營運中的綠線，行政院核定即將動工興建的藍線，可行性研究已獲行政院核定的綠線延伸大坑和彰化市、可行性研究已獲交通部核定的機場捷運（橘線）、交通部審核可行性研究中的藍線延伸太平、大平霧線（紫線），以及規劃中的中期路線崇德豐原線（紅線），遠期路線科工軸線（綠松線）、豐科軸線（黃線）。

## 歷史

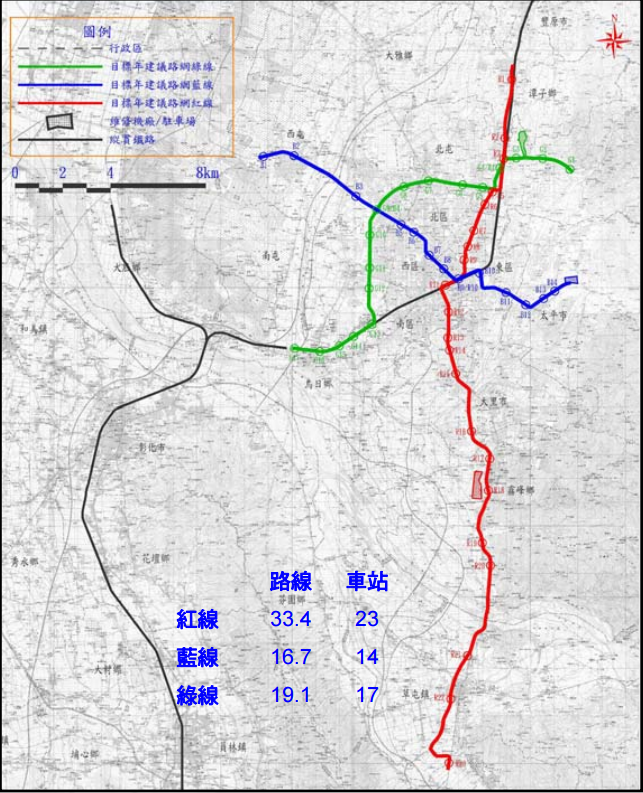
依據省住都處規劃，臺中捷運最初的路網計畫中，共有紅、綠、藍三線。

台中捷運規劃肇始於1990年代，當時與高鐵等重大建設周旋多年，並因為甫通車不久的高雄捷運運量不足及金融衰退等影響，中華民國政府對新建路線的審核趨於謹慎而數度推遲，然而2010年以來臺中市經濟開始快速成長，人口穩定增加，讓臺中彰化都會區人口總數已成為臺灣第二大的都會區，而台中市遲未建成高效率的軌道大眾運輸系統，對捷運的需求日益迫切，所以台中捷運路網正緊鑼密鼓的規劃中。目前僅綠線已通車營運，藍線綜合規劃提報中央政府審查中；綠線延伸（往大坑、彰化）和機場捷運（橘線）、藍線延伸（往太平）和大平霧線可行性研究提報中央政府審查中。
2009年3月6日，臺中市政府交通局召開推動專案小組會議協商；該專案小組係由臺中縣市政府及彰化縣政府組成，並於5月到6月間於彰化、臺中市北區、西區、太平、大里舉辦五場公聽會。10月，臺北市政府捷運工程局完成「臺中都會區大眾捷運系統路網檢討規劃」，函送交通部、臺中縣市政府、彰化縣政府、南投縣政府辦理，並於10月27日完成「臺中都會區大眾捷運系統路網檢討規劃報告書」，函送交通部、臺中市政府、彰化縣政府、南投縣政府供參考；該局重新檢討1998年之路網規劃，路線修改為核心路網紅、綠、藍、橘四線，以及後續路網紫線、核心路網之延伸線五線。
2010年12月25日，臺中市交通局成立臺中市捷運工程處，負責籌設營運機構與辦理營運事宜。2011年11月25日，臺中市交通局委託鼎漢國際工程顧問公司辦理「臺中都會區大眾捷運系統後續路網規劃」。2012年5月17日、7月19日，臺中市交通局兩度舉辦臺中大眾捷運系統後續路網研究案專家學者座談會。2016年4月19日、11月30日，臺中市交通局兩度委託亞新工程顧問公司辦理「大臺中地區捷運路網檢討規劃暨臺中捷運系統初期路網可行性研究」。

### 中央政府規劃
1990年，臺灣省政府住宅及都市發展處（省住都處）辦理「臺中都會區大眾捷運系統規劃」，並於隔年完成規畫作業。省住都處於1990年6月、1992年3月及1998年8月陳報交通部審查，交通部分別於同年7月、1994年8月及1999年1月函覆審查意見。
1998年，省住都處完成「臺中都會區捷運路網細部規劃」以及「民間投資省轄捷運系統之作業規範及案例分析」，建議整體路網共69.3公里，預估2021年尖峰小時站間最高運量約為12,500人次；路線分為紅、綠、藍三線，串聯臺中市、臺中縣（今與舊臺中市合併為直轄市「臺中市」）潭子、太平、烏日高鐵特區及南投縣中興新村。
1999年7月，因臺灣省政府進行組織精簡方案（精省），「臺中都會區捷運路網細部規劃」轉由交通部高速鐵路工程局（高鐵局）接手辦理；該規劃最初因經費龐大、預估效益不佳及無法配合高鐵通車期程，因而周旋多年。
| 1998年臺中都會區捷運路網細部規劃的2021年臺中捷運路網 | 1998年臺中都會區捷運路網細部規劃的2021年臺中捷運路網 | 1998年臺中都會區捷運路網細部規劃的2021年臺中捷運路網 | 1998年臺中都會區捷運路網細部規劃的2021年臺中捷運路網 |
| ---------------------------------------------------- | ---------------------------------------------------- | ---------------------------------------------------- | ---------------------------------------------------- |
| 路線                                                 | 行經                                                 | 設站數                                               | 長度（公里）                                         |
| 紅線                                                 | 潭子─中興新村                                        | 23                                                   | 33.422                                               |
| 綠線                                                 | 大坑─烏日                                            | 17                                                   | 19.145                                               |
| 藍線                                                 | 東海─太平                                            | 14                                                   | 16.674                                               |

### 高鐵局規劃時期
2002年3月，臺中縣政府委由逢甲大學規劃「台中縣烏日至后里地區輕軌電車評估」，建議路線為「山線」之路線，長39.9公里，預估總建造成本為新臺幣121億元，得聯絡高鐵臺中站與月眉育樂世界（今麗寶樂園）；其路廊與「大台中山手線環狀鐵路計畫」相似。
「臺中都會區捷運路網細部規劃」經多次協調後，紅線改由臺鐵豐原至大慶捷運化取代，並選擇綠線（103～119站）作為優先路線。2004年1月，高鐵局完成「臺中都會區大眾捷運系統優先路線規劃」，於3月22日陳報交通部審查，並於7月15日報請行政院核定。11月23日，行政院核定優先路線規劃，並將計畫名稱修改為「臺中都會區大眾捷運系統烏日文心北屯線建設計畫」，是為愛台十二建設之一。2007年8月，高鐵局展開臺中捷運後續路網檢討規劃工作。
2008年11月15日，交通部、臺中市政府、臺北市政府簽訂烏日文心北屯線建設與營運三方協議書，後續施工由高鐵局移交至臺北市捷運局辦理，2009年10月綠線正式動工；臺中捷運後續路網規劃工作由臺中市政府承辦。

## 路線
| 臺中捷運路網圖 | 臺中捷運路網圖 | 臺中捷運路網圖 | 臺中捷運路網圖 | 臺中捷運路網圖 | 臺中捷運路網圖                   | 臺中捷運路網圖 | 臺中捷運路網圖      |
| -------------- | -------------- | -------------- | -------------- | -------------- | -------------------------------- | -------------- | ------------------- |
|                |                |                |                |                |                                  |                |                     |
| 路線           | 路線           | 區間           | 區間           | 長度（公里）   | 現況                             | 系統           | 機廠                |
| 綠線           | 烏日文心北屯線 | 北屯總站       | 高鐵台中站     | 16.71          | 營運中                           | 中運量系統     | 北屯機廠            |
| 綠線           | 彰化延伸線     | 高鐵台中站     | 金馬           | 6.59           | 綜合規劃中                       | 中運量系統     | 北屯機廠            |
| 綠線           | 大坑延伸線     | 舊社           | 大坑           | 2.49           | 綜合規劃中                       | 中運量系統     | 北屯機廠            |
| 藍線           | 梧棲西屯線     | 未知           | 未知           | 24.78          | 機廠興建中、土建工程明年底前動工 | 中運量系統     | 龍井機廠            |
| 藍線           | 太平延伸線     | 未知           | 未知           | 未知           | 可行性研究交通部審查中           | 中運量系統     | 龍井機廠            |
| 機場線         | 本線           | 未知           | 未知           | 29.2           | 可行性研究國發會審查中           | 中運量系統     | 大雅機廠 霧峰駐車廠 |
| 機場線         | 清水延伸線     | 未知           | 未知           | 未知           | 規劃中                           | 中運量系統     | 大雅機廠 霧峰駐車廠 |
| 機場線         | 南投延伸線     | 未知           | 未知           | 未知           | 規劃中                           | 中運量系統     | 大雅機廠 霧峰駐車廠 |
| 大平霧線       | 大平霧線       | 未知           | 未知           | 15.7           | 可行性研究交通部審查中           | 中運量系統     | 未知                |
| 崇德豐原線     | 崇德豐原線     | 未知           | 未知           | 11.8           | 規劃中                           | 中運量系統     | 未知                |
| 科工軸線       | 科工軸線       | 未知           | 未知           | 未知           | 規劃中                           | 中運量系統     | 未知                |
| 豐科軸線       |                | 未知           | 未知           | 未知           | 規劃中                           | 中運量系統     | 未知                |

目前臺中捷運計畫有綠線、藍線、機場捷運、大平霧線、崇德豐原線、科工軸線、豐科軸線，另有綠線延伸至彰化、大坑，以及藍線延伸線等計畫；目前僅綠線已通車營運，其它路線皆尚在中央審核與規劃階段。

### 綠線
營運中。

#### 綠線延伸線
2012年10月29日，臺中市政府交通局委託鼎漢國際工程顧問有限公司辦理「臺中都會區大眾捷運系統烏日文心北屯延伸線可行性研究」，並於2014年4月18日完成。臺中市交通局於2014、2016、2017及2018年六度將可行性研究報告陳報中華民國交通部審查；此外，彰化延伸線於2017年3月23日納入前瞻基礎建設計畫之中。
2024年1月31日，行政院核定台中捷運綠線延伸彰化與大坑的可行性研究。

### 藍線
2017年3月23日，納入前瞻基礎建設計畫，並於2018年9月12日經行政院核定可行性研究，2021年3月4日綜合規劃研究報告呈報交通部審查。
基本設計委託技術服務案及基本設計階段委託專案管理技術服務案，經公開閱覽、公告招標等程序，評選委員會於10月順利評選出優勝廠商，待完成議價後即可辦理決標及簽約，以加速計畫進行。
11月22日，基本設計技術服務、專案管理由《台灣世曦工程顧問股份有限公司》、《林同棪工程顧問股份有限公司》兩家得標。
2024年1月29日，行政院核定台中捷運藍線綜合規畫，預計核定後10年完工通車。
2024年10月29日，基本設計核定。

#### 藍線延伸線
臺中市政府交通局將其列為屯區捷運路網第一階段，目前辦理可行性研究中。2022年6月，可行性研究提報交通部審查。

### 機場捷運橘線
2015年7月6日，林佳龍市府的臺中市交通局以橘線重新規劃雙港輕軌，更改胡志強市府的原先版本。
2016年4月19日、11月30日，臺中市交通局兩度委託亞新工程顧問公司辦理「大臺中地區捷運路網檢討規劃暨臺中捷運系統初期路網可行性研究」，並於隔年3月14日完成期中報告。
2019年3月，盧秀燕市府的臺中市政府交通局、建設局在市政府交通政策建設專案報告中，將雙港輕軌更名為「臺中機場捷運」，其路線再更改回舊橘線版本，終點站設於臺中國際機場。2020年6月，針對本線開始舉辦公聽會，初估26站共29.2公里。
2024年7月2日，交通部通過「臺中機場捷運」的可行性研究。

#### 大平霧線
2017年3月2日，臺中市交通局以紫線為規劃基礎重新規劃大平霧線。2018年4月20日，臺中市交通局委託鼎漢國際工程顧問公司辦理「臺中輕軌捷運系統第二期路網可行性研究」。2019年4月22日，臺中市議會交通局業務專案報告中，擬針對大平霧線評估三條路線分析。
2021年，列為將其列為屯區捷運路網第二階段，目前辦理可行性研究中。2022年6月可行性研究提報交通部審查。

#### 崇德豐原線
2022年，將其列為中期捷運路網。
路線總長11.8公里、8站車站，始為北區崇德路與三民路，經承德路、豐原大道至豐原區中正路。可行性研究於2025年4月21日啟動。

### 路網
| 臺中捷運路網行經行政區       | |
| 縣市                         | 行政區 |
| 臺中市                       | 北屯區、北區、西屯區、南屯區、南區、烏日區                                                                                   |
| 臺中捷運規劃中路網行經行政區 | |
| 縣市                         | 行政區 |
| 臺中市                       | 中區、東區、南區、西區、北區、北屯區、西屯區、太平區、大里區、霧峰區、烏日區、大雅區、沙鹿區、梧棲區、潭子區、豐原區、神岡區 |
| 彰化縣                       | 彰化市 |
| 南投縣                       | 南投市、草屯鎮 |

### 路線通車時間表
| 年份   | 日期    | 通車區間             | 區間內各段所屬路線 |
| ------ | ------- | -------------------- | ------------------ |
| 2021年 | 4月25日 | 北屯總站～高鐵台中站 | 綠線（本線）       |

### 預定時程與進度

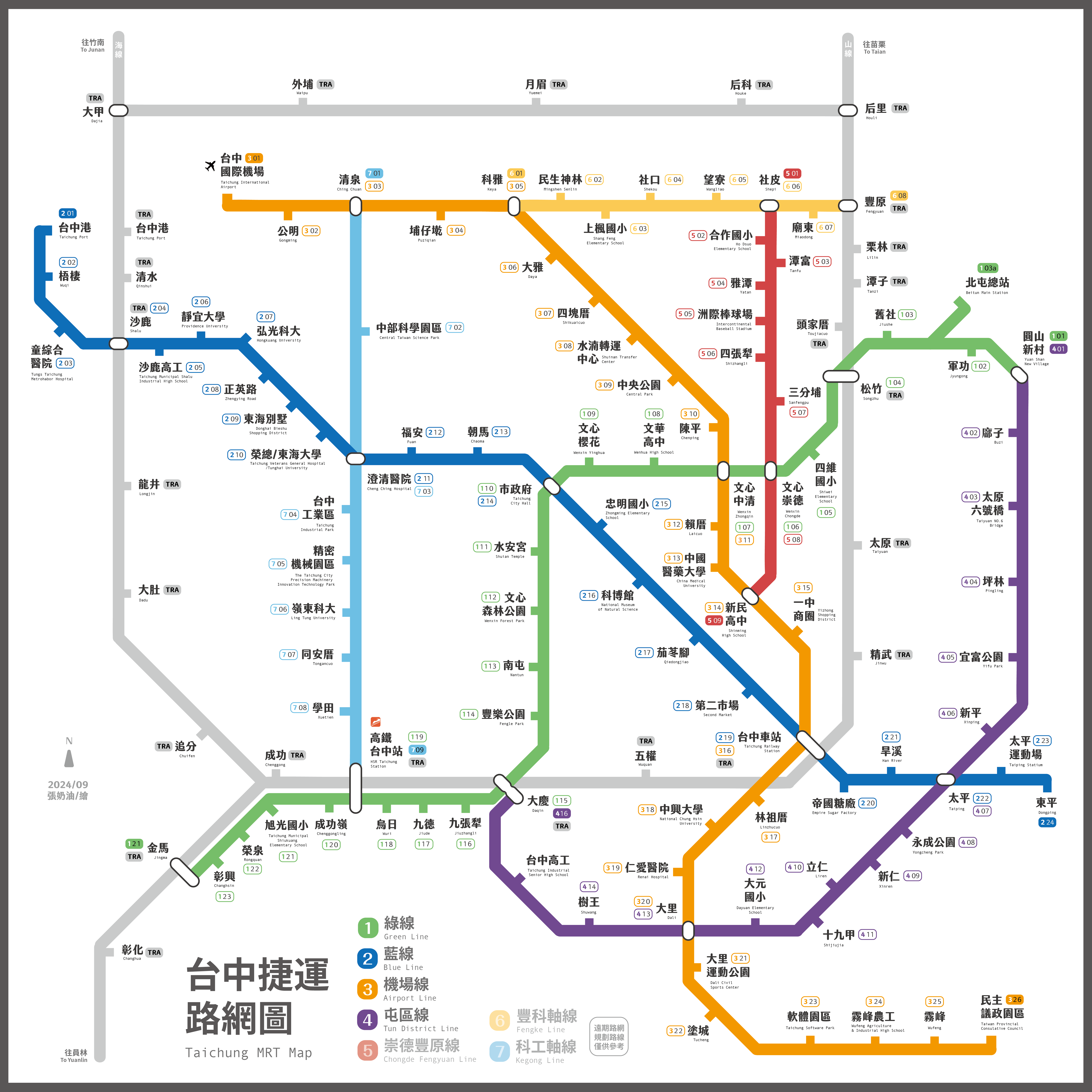
台中捷運整體路網願景圖

| 路線\進度                          | 路線\進度    | 可行性研究 | 可行性研究 | 可行性研究     | 可行性研究     | 可行性研究     | 綜合規劃 | 綜合規劃 | 綜合規劃       | 綜合規劃       | 綜合規劃       | 綜合規劃       | 設計        | 設計        | 招標  | 招標  | 執行  | 執行  | 執行  | 執行  | 預 計 完 工 | 備註 \| █ 已完成或核定 █ 進行中 █ 預定啟動 \| |
| 路線\進度                          | 路線\進度    | 啟 動      | 送 審      | 交 通 部 核 定 | 國 發 會 核 定 | 行 政 院 核 定 | 啟 動    | 環 評    | 環 保 署 核 定 | 交 通 部 核 定 | 國 發 會 核 定 | 行 政 院 核 定 | 設 計 完 成 | 審 議 完 成 | 公 示 | 決 標 | 施 工 | 試 車 | 初 勘 | 履 勘 | 預 計 完 工 | 備註 \| █ 已完成或核定 █ 進行中 █ 預定啟動 \| |
| ---------------------------------- | ------------ | ---------- | ---------- | -------------- | -------------- | -------------- | -------- | -------- | -------------- | -------------- | -------------- | -------------- | ----------- | ----------- | ----- | ----- | ----- | ----- | ----- | ----- | ----------- | --------------------------------------------- |
| 綠線                               | 延伸線       |            |            |                |                |                |          |          |                |                |                |                |             |             |       |       |       |       |       |       |             | 可行性研究行政院通過，綜合規劃啟動            |
| █ 藍線                             | 本線         |            |            |                |                |                |          |          |                |                |                |                |             |             |       |       |       |       |       |       |             | 已動工                                        |
| █ 藍線                             | 延伸線       |            |            |                |                |                |          |          |                |                |                |                |             |             |       |       |       |       |       |       |             | 可行性研究交通部審查中                        |
| █ 機場捷運                         | █ 機場捷運   |            |            |                |                |                |          |          |                |                |                |                |             |             |       |       |       |       |       |       |             | 可行性研究國發會審查中                        |
| █ 大平霧線                         | █ 大平霧線   |            |            |                |                |                |          |          |                |                |                |                |             |             |       |       |       |       |       |       |             | 可行性研究交通部審查中                        |
| █ 豐原崇德線                       | █ 豐原崇德線 |            |            |                |                |                |          |          |                |                |                |                |             |             |       |       |       |       |       |       |             | 啟動可行性研究                                |
| █ 科工軸線                         | █ 科工軸線   |            |            |                |                |                |          |          |                |                |                |                |             |             |       |       |       |       |       |       |             | 路網規劃中                                    |
| █ 豐科軸線                         | █ 豐科軸線   |            |            |                |                |                |          |          |                |                |                |                |             |             |       |       |       |       |       |       |             | 路網規劃中                                    |
| █ 已完成或核定 █ 進行中 █ 預定啟動 |              |            |            |                |                |                |          |          |                |                |                |                |             |             |       |       |       |       |       |       |             |                                               |

## 搭乘運量

### 每月日均運量
| [ 40 ] | 一月    | 二月    | 三月    | 四月    | 五月    | 六月     | 七月     | 八月     | 九月    | 十月    | 十一月  | 十二月  | 全年    |        |
| --- | ------- | ------- | ------- | ------- | ------- | -------- | -------- | -------- | ------- | ------- | ------- | ------- | ------- | ------ |
| 2020年 | −       | −       | −       | −       | −       | −        | −        | −        | −       | −       | 80,895  | −       | 80,895  | 2020年 |
| 2020年11月16日開始試營運，同月22日因事故暫停試營運。 2020年11月21日為試營運期間最高單日運量：126,869人。                                                                            |         |         |         |         |         |          |          |          |         |         |         |         |         |        |
| 2021年 | −       | −       | 66,869  | 64,467  | 16,165  | 3,392    | 5,809    | 11,688   | 16,336  | 22,380  | 25,101  | 29,082  | 16,670  | 2021年 |
| 2021年3月25日重新試營運，4月24日停駛檢修，4月25日開始收費。 2021年4月試營運期間日運量為 72,565人，收費通車後日運量為 33,428人。 包含無收費試營運日期在內, 整年日均運量為 22,416人。 |         |         |         |         |         |          |          |          |         |         |         |         |         |        |
| 2022年 | 24,431  | 27,939  | 27,960  | 22,761  | 15,721  | 16,454   | 22,872   | 26,089   | 27,014  | 30,501  | 30,944  | 34,113  | 25,561  | 2022年 |
| 成長率 | −       | −       | −       | −       | -2.75%  | +385.08% | +293.73% | +123.21% | +65.36% | +36.29% | +23.28% | +17.30% | +53.34% | 成長率 |
| 2023年 | 32,809  | 35,693  | 34,304  | 36,401  | 31,183  | 31,687   | 35,018   | 36,877   | 36,744  | 41,139  | 42,302  | 44,249  | 36,538  | 2023年 |
| 成長率 | +34.29% | +27.75% | +22.69% | +59.93% | +98.35% | +92.58%  | +53.10%  | +41.35%  | +36.02% | +34.88% | +36.71% | +29.71% | +42.94% | 成長率 |
| 2024年 | 42,193  | 41,613  | 43,824  | 43,397  | 44,197  | 41,531   | 38,270   | 41,806   | 43,082  | 42,651  | 47,403  | 48,316  | 43,192  | 2024年 |
| 成長率 | +28.60% | +16.59% | +27.75% | +19.22% | +41.73% | +31.06%  | +9.29%   | +13.37%  | +17.25% | +3.68%  | +12.06% | +9.19%  | +18.21% | 成長率 |
| 2025年 | 43,734  | 45,728  | 46,645  | 47,759  | 46,654  | 45,522   | 42,267   |          |         |         |         |         |         | 2025年 |
| 成長率 | +3.65%  | +9.89%  | +6.44%  | +10.05% | +5.56%  | +9.61%   | +10.44%  |          |         |         |         |         |         | 成長率 |

### 跨年疏運紀錄
- 2021-2022年：41,982 人次[41]
- 2022-2023年：46,480 人次[42]
- 2023-2024年：59,249人次[43]
- 2024-2025年：67,693人次[44]

## 營運設備

### 站體
烏日文心北屯線除了北屯總站為地面側式月台車站、高鐵台中站為地面島式月台車站，其他16站為高架側式月台車站。關於車站連通建築（場站，同屬站體一部分），擴大成聯合土地開發大樓的有四維國小、文心崇德、文華高中、文心櫻花、市政府、南屯六站。另外蓋在公園上的有水安宮、文心森林公園、豐樂公園三站，文心中清站則蓋在河道上；松竹、大慶、高鐵台中站三站能直接連接（共站）臺鐵車站（松竹、大慶、新烏日車站），其餘各站亦有獨立的車站連通建築。

### 紀念戳章
與國內其他捷運系統類似，台中捷運亦於大廳之服務台提供車站紀念戳章。以其站體為戳章樣式，並於節慶時提供特殊紀念戳章供旅客蓋印。

### 單程票
無電子票證旅客可以在站內售票機購票，採用IC代幣作為車票載體。文字側為中英文「單程票」字樣，另一面則為台中市政府府徽，代幣外圈只在 LOGO 側有「Taichung MRT」及「台中捷運」凹陷字樣。

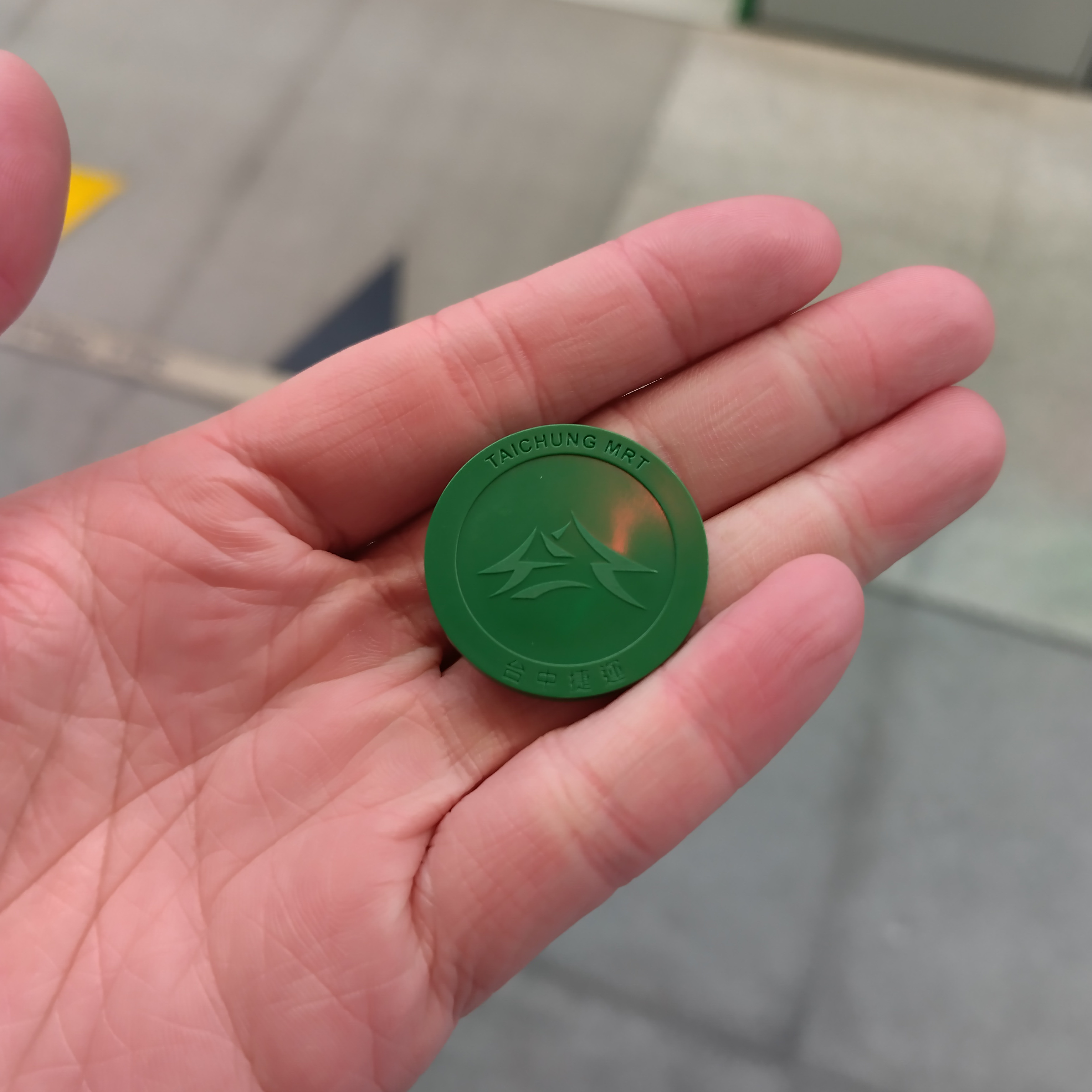
台中捷運單程票 LOGO 面
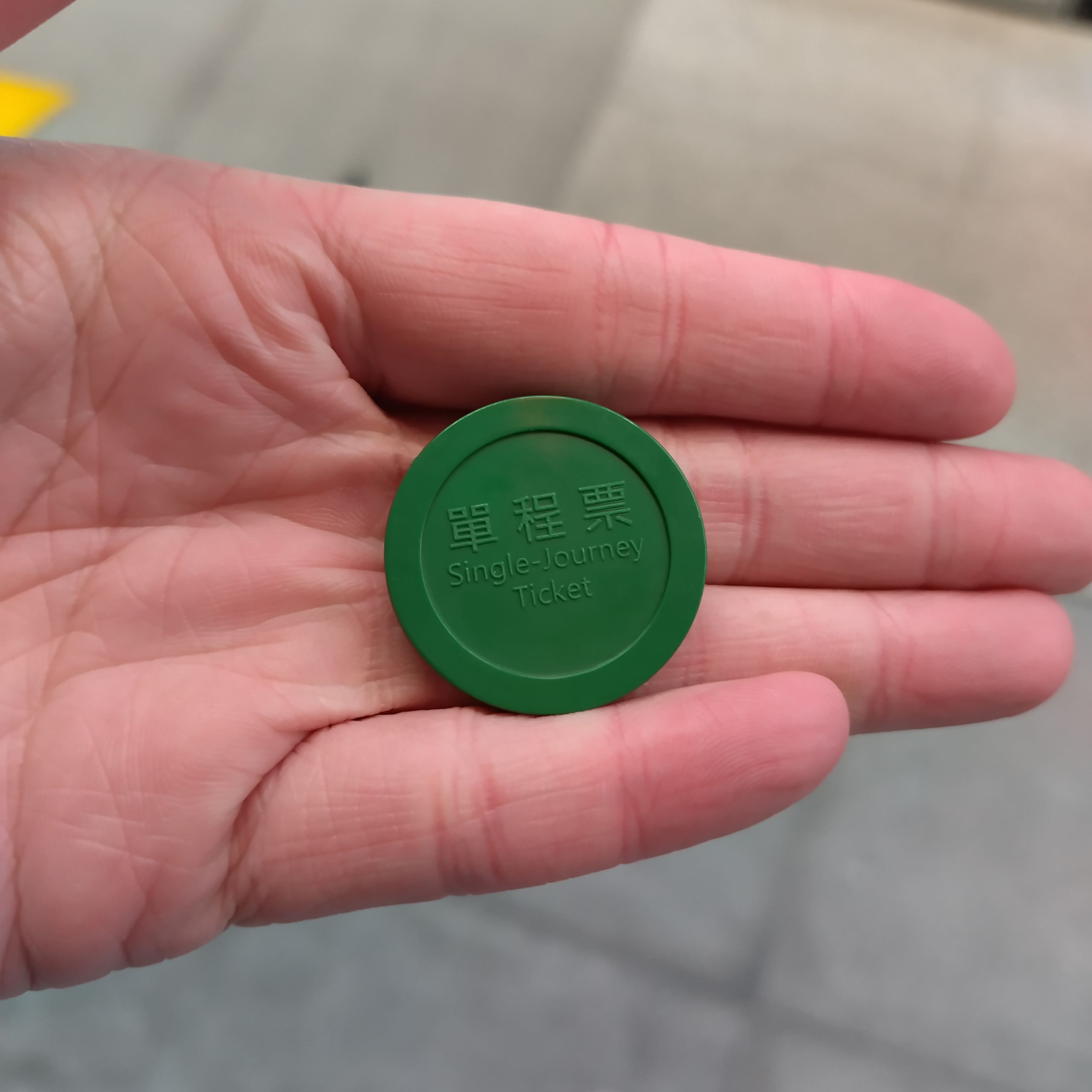
台中捷運單程票文字面

## 鐵道車輛

### 列車
| 路線 | 總數 | 編組           | 車廂長度（公尺） | 車廂寬度（公尺） | 車廂高度（公尺） | 列車總長度（公尺） | 極限容量 | 型式     | 材質   | 營運平均時速 | 巡航最大時速 | 駕駛           |
| ---- | ---- | -------------- | ---------------- | ---------------- | ---------------- | ------------------ | -------- | -------- | ------ | ------------ | ------------ | -------------- |
| 綠線 | 34輛 | 2輛1列，共17列 | 22.17            | 2.98             | 3.78             | 44.34              | 536人    | 鋼軌鋼輪 | 不銹鋼 | 28.84km/h    | 75km/h       | 全自動無人駕駛 |

### 工程車
- Harsco（英语：Harsco）製軌道研磨車
- MERMEC（英语：MERMEC）製軌道檢查車
- 北陸重機（日语：北陸重機工業）製維修平台吊車
- NICHIJO CORPORATION製軌道清洗車
- SVI S.p.A.製真空吸泥車
- 北陸重機製救援車
- 北陸重機製平台車
- NICHIJO CORPORATION製水箱平台車[51]

## 事故

### 臺中捷運綠線鋼樑墜落事故
2015年4月10日，臺中捷運綠線鋼樑砸毀車輛導致4死4傷。

### 臺中捷運塔吊撞擊事故
2023年5月10日12時30分左右，接獲通報，臺中捷運綠線一列開往高鐵臺中站的列車於南屯區豐樂公園站遭附近興富發建設建案「文心愛悅」墜落之工程吊臂擊中，造成1死（1女）10傷（5男3女）及一列車（車組03/04，04端遭擊受損），後續分別送往中山醫院、林新醫院、台中醫院、中國附醫。隔日5月11日上午5時許完成全線巡軌作業，確認軌道及各項系統正常，6時各首班車準點發車，全線已正常營運。

### 臺中捷運車廂亮槍事件
葉姓男子自稱創業失敗壓力大，持1把瓦斯空氣槍於2024年2月29日晚間19時22分在台中捷運車廂內把玩，乘客目擊嚇壞一到豐樂公園站就衝出奔逃，經站務員通報後，葉還換車搭上下一班車搭到烏日站才被逮捕，警方查扣玩具槍確認無殺傷力，但仍依恐嚇公眾罪嫌將葉移送台中地檢署偵辦。

### 臺中捷運男子持刀傷人事故
2024年5月21日上午11時20分左右隨機砍人案，1名20歲的男子洪淨，於高雄市路竹區攻讀護專，本來在醫院實習因不明原因暫停實習，並從高雄搭車北上至台中，帶著1把菜刀、2把水果刀上車，在車廂朝人揮砍，有乘客英勇浴血抵抗，也有人拿起雨傘加入戰局，另有人趁機將兇嫌壓制到門邊勒喉，不分男女見狀紛紛上前痛毆兇嫌頭顱，合力制伏並奪刀，砍傷車廂2名乘客，3人全送往林新醫院救治。下午4點34分，全線已恢復正常營運。

### 文華高中站電纜爆炸事故
2025年2月19日中午12點30分，文華高中站旁電纜爆炸，導致電梯、電扶梯停擺，但自爆炸發生後超過20小時，中捷未主動對外說明。台中市議員痛批，捷運發生爆炸，市府卻未在第一時間對外說明。中捷公司回應，該事件是車站軌旁電纜發生短路冒煙，發生後即按SOP全線列車於車站暫停約三分鐘進行安全檢查，確認安全無虞後，就恢復正常運作，預計2月21日凌晨完成備料後進場更換，後續將全線展開紅外線熱顯像儀專案檢查及絕緣電阻值檢查，以防類似問題再次發生，確保行車安全。

## 外部連結
- 台中捷運股份有限公司-官方網站 （页面存档备份，存于）
- 臺中捷運的Facebook專頁
- 臺中市捷運工程局 （页面存档备份，存于）（繁體中文）
- 臺中捷運烏日文心北屯線-臺北市政府捷運工程局（繁體中文）
- 臺中捷運後續路網-臺北市政府捷運工程局（繁體中文）